# Monasterio Sera
El Monasterio Sera es uno de los “grandes tres” monasterios de la Universidad Gelug del Tíbet, localizado a 2 kilómetros al norte de Lhasa y alrededor de 5 kilómetros al norte de Jokhang. Los otros dos monasterios son el Monasterio Ganden y el Monasterio de Drepung. El origen del nombre del monasterio de Sera se le atribuye al hecho de que el sitio donde fue construido está rodeado por rosas salvajes. 
El Monasterio Sera original es responsable de 19 ermitas, incluyendo cuatro conventos de monjas, los cuales están localizados al pie de las colinas al norte de Lhasa.
El Monasterio Sera, como un complejo de estructuras con el Gran Salón de la Asamblea y tres colegios, fue fundado en 1419 por Jamchen Chojey de Sakya Yeshe de Zei Gungtang (1355-1435), un discípulo de Je Tsongkhapa.
Durante la revuelta de 1959 en Lhasa, el Monasterio Sera sufrió severos daños con sus colegios
destruidos y cientos de monjes muertos. Después de que el Dalái lama tomara asilo en la India, muchos monjes de Sera que habían sobrevivido al ataque se movieron a Bylakuppe en Mysore, India. Después de las tribulaciones iniciales, establecieron un Monasterio Sera en paralelo en conjunto con los colegios Sera Me y Sera Je y el Gran Salón de la Asamblea, muy similar al monasterio original, con la ayuda del gobierno de la India. Ahora hay más de 3000 monjes viviendo en Sera, India. Esta comunidad también ha expandido sus actividades misioneras a varios países al establecer centros Dharma para propagar conocimiento del budismo.
El Monasterio Sera en el Tíbet y su contraparte en Mysore, India, son conocidos por sus sesiones de debate.

## Antecedentes
El Monasterio Sera original es un complejo de estructuras fundadas en 1419 por Jamchen Chojey Sakya Yeshe de Zel Gungtang (1355-1435), un discípulo de Je Tsongkhapa. Anterior al establecimiento de este monasterio, Tsongkhapa, asistido por sus discípulos, construyó ermitas en altas elevaciones sobre la Ermita Sera Utsé. 
El complejo Sera está dividido en dos sectores por varias vías; la parte este contiene el Gran Salón de la Asamblea y viviendas y la parte oeste tiene los tres reconocidos colegios: el Sera Je Dratsang, el Sera Me Dratsang y el Ngakpa Dratsang, todos instituidos por Tsongkhapa como universidades monásticas que proveían a los monjes con un rango de edad entre 8 y 70 años. Todas las estructuras dentro de este complejo formaban un circuito de peregrinación en el sentido del reloj empezando por los colegios (en el orden dado anteriormente), y seguido por el Gran Salón, las viviendas y finalmente terminando con la ermita de Tsongkhapa arriba del Gran Salón de la Asamblea.
Los colegios Jé y Mé fueron establecidos para entrenar monje en más de 20 años en el programa de tsennyi mtshan nyid grwa tshang (conocimiento filosófico), el cual concluye con un título geshe. El colegio Ngakpa, el cual precedió a los otros dos, estaba exclusivamente dedicado a la práctica del ritual tantra. Antes de 1959, la administración de cada colegio comprendía de un abad con un consejo de diez lamas para cada colegio.
Al pasar los años, el monasterio se convirtió en una ermita donde alrededor de 6000 monjes residían. El monasterio fue una de las mejores ubicaciones en el Tíbet para ser testigo de las sesiones de debate, las cuales se llevaban a cabo de acuerdo a un horario fijo. El monasterio pertenece a la Orden Gelug y fue uno de los más grandes en Lhasa.  En el 2008, Sera tenía 550 monjes en residencia. 

## Historia

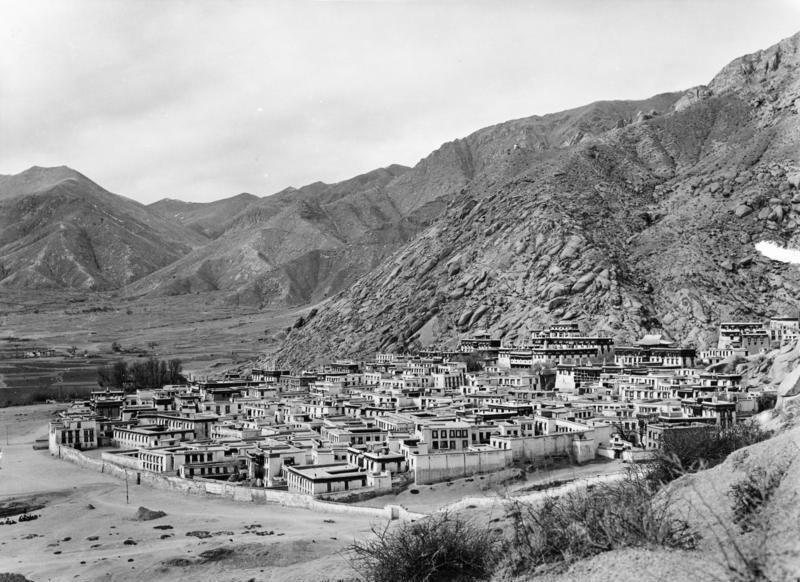
Monasterio Sera en 1938

La historia del monasterio está fuertemente conectada al Maestro Lama Tsongkhapa (1357-1419), el fundador de la Orden Gelukpa, el venerado y gran sabio guru en las escrituras budistas. Fue bajo su divina tutela que su discípulo Jetsun Kunkhen Lodroe Rinchen Senge estableció el complejo del Monasterio Sera Jey a principio del siglo XV. Kunkhyen Lodroe Rinchen Senge sirvió inicialmente como maestro en el Monasterio Drepung antes de que se formara Sera Jey. La leyenda religiosa narraba cómo el sitio fue escogido debido a una visión que Tsongkhapa tuvo en donde vio el texto completo de los 20 slokas del Prajnaparamita en el Shunyata proyectado en el cielo. Este hechizo psíquico le dio una nueva perspectiva del texto Tsawasehrab (Fundamentos de Madhyamika o Shunyata).  Fue solo 12 años más tarde cuando uno de sus pupilos, Jamchen Choje, cumplió la profecía de su gurú al establecer el Sera Je como un centro de aprendizaje del conocimiento de las enseñanzas completas y las prácticas de la traición Mahayana.
Providencialmente, el rey en ese entonces, Nedong Dagpa Gyaltsen, brindó su apoyo económico a la noble empresa, y también, en 1419, participó en la ceremonia de la fundación de la construcción del monasterio. Más detalles con respecto al desarrollo del edificio incluyendo la instalación de imágenes/ídolos sagrados y otros objetos de reverencia se completaron de acuerdo a los deseos supremos del gran Lama Tsongkhapa. Al monasterio rápidamente se le conoció como “la Plaza de Theckchen ling (Tradición Mahayana)”. Otra versión para el nombre ‘Sera’ que se convirtió en un prefijo para ‘Monasterio’ salió de su localización debido a que estaba rodeado de arbustos de frambuesa llamados ‘Sewa’ en Tibetano, los cuales formaban un ‘Rawa’ en Tibetano, significando una “cerca o valla”.

### Eventos después de 1959
El 14° Dalái lama huyó a India en 1959 y buscó asilo ahí. Durante el mes de marzo del mismo año, el Monasterio Sera Jey fue destruido por un bombardeo resultando en la muerte de cientos de monjes (en 1959, la cantidad de monjes viviendo en Sera Jey era de 5,629) aparte de la destrucción de antiguos textos y la pérdida de innumerables, invaluables y antiguas obras de arte. Muchos de los que sobrevivieron (monjes y civiles) este ataque de parte de los chinos huyeron a la India bajo severas condiciones climáticas, pues era invierno, a través de los Himalayas. Después de este éxodo masivo de personas del Tíbet (incluyendo a cientos de lamas, monjes y geshes de Sera Jey), cuando llegaron a la India se restablecieron en Bylakuppe cerca de Mysore, siendo el estado de Karnataka una entre muchas otras locaciones propagadas alrededor del país, como un establecimiento exclusivo de los tibetanos con asistencia remitida por el gobierno de la India. Fue en 1970 que el grupo de 197 monjes Sera Jey con 103 monjes Sera Mey estableció un monasterio especial con la población de Bylakuppe como contraparte del Monasterio tibetano Sera Jey. Como ninguno de los monjes de Ngagpa Dratsang (Colegio tántrico) había sobrevivido la invasión, solamente el Colegio Sera Mey y el Colegio Sera Jey se volvieron a formar en la India. El Monasterio Bylakuppe ahora alberga a 5,000 monjes budistas conteniendo a varios migrantes y muchos otros tibetanos que no nacieron en su patria ancestral.
Con terrenos forestales asignados por el gobierno de la India, dos ramas del Monasterio Sera, representando a los monjes migrantes de los colegios tibetanos Sera Je y Sera Se me establecieron; 193 monjes Sera Je obtuvieron 147.75 acres (59.80 hectáreas) y 107 monjes Sera Me obtuvieron una asignación del área balanceada. Además, 38 viviendas se construyeron con permisos del gobierno de la India para los monjes para residir y perseguir su vocación de acólitos en conjunto con laborar la tierra asignada para cultivar comida para su supervivencia. Bien establecido como un monasterio organizado gracias a los esfuerzos de los monjes, un Salón de Asamblea de Rezo que podía acomodar a 1500 monjes se completó en 1978. Este monasterio es hoy en día el monasterio nodal con su afiliación a varios monasterios más pequeños esparcidos alrededor de varias regiones del Tíbet; su popularidad se puede medir con los 3000 o más monjes que viven actualmente ahí. Alentados por el éxito y notando la presión de la infraestructura existente, en adición se construyó un Salón de Asamblea mucho más grande (ocupando 23,275 pies cuadrados, con 31 pies de altura y 110 pilares) que puede acomodar 3500 monjes para convocar al rezo. Con este desarrollo, Sera ahora tiene dos facetas, el original “Sera tibetano” y Bylakuppe  el “nuevo Sera” de la “Diáspora tibetana” con su contraparte, los monasterios Jé y Mé, y con el Colegio Ngakpa añadido como otra contraparte recientemente. La comunidad Sera-India del Monasterio Bylakuppe se ha vuelto global con su actividad misionera al establecer “centros dharma” en muchas partes del mundo, por lo tanto eliminando el aislamiento cultural antes del 1959 en el Tíbet.
El monasterio Sera en el Tíbet, el cual podía albergar a más de 5000 monjes en 1959, a pesar de que terminó con muchos daños después de la invasión del Tíbet y de la Revolución en 1959, se mantiene funcional después de su restauración. En el 2011, de acuerdo a fuentes locales, había cerca de 3000 monjes. La razón para este decline se atribuye a los disturbios tibetanos en el 2008.

## Geografía
El monasterio está localizado en las afueras al norte de Lhasa, la capital de la Región Autónoma del Tíbet. Como fue construido en 1419, abarcaba un área de 28 acres (11.33 hectáreas). Su localización geográfica está en la base de la montaña Pubuchok, también conocida como la Colina Tatipu, ubicada en el suburbio norte de la ciudad de Lhasa, la cual forma una de las cuencas formadas por los ríos Kyi Chi y Penpo Chu.

## Arquitectura
El complejo del monasterio abarca 28 acres (11.33 hectáreas) de tierra albergando varias instituciones en sus precintos. Las estructuras notables eran Coqen Hall Tsokchen (Gran Salón de la Asamblea), los tres Zhacangs (colegios) y Kamcun (dormitorios) también llamado Homdong Kangtsang. En el pasillo principal, escrituras (escritas con polvo de oro), estatuas, paños aromáticos y murales se podían ver con libertad. Las descripciones dadas se relacionan con el escenario que existía en el monasterio antes de la invasión por parte de China en 1959 pero la mayor parte de los monasterios se han declarado como restaurados aunque se dice que la fuerza de los monjes es pequeña.

### Gran Salón de la Asamblea

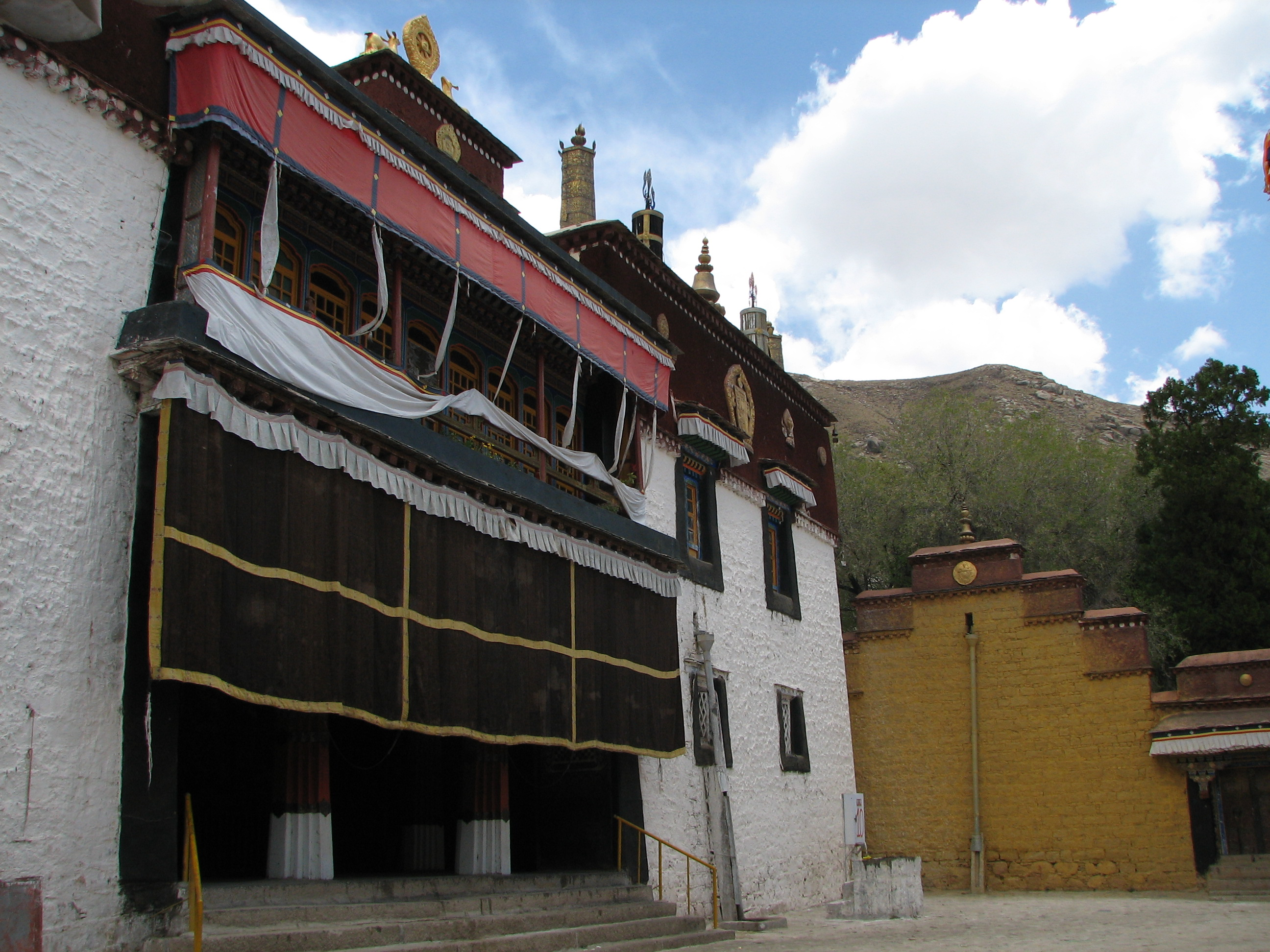
Monasterio Sera

El Gran Salón de la Asamblea, el 'Tsokchen' o 'Coqen Hall', fechado en 1719, una estructura de 4 plantas al noreste del monasterio, de cara al este, es donde varias rituales religiosos se llevan a cabo. El salón mide 2,000 metros cuadrados y fue construido con 125 pilares (86 columnas altas y 39 columnas cortas) y fue erigido por Lhazang Qan. El pórtico de entrada tenía diez columnas. Las cinco capillas en este edificio tienen estatuas o imágenes de Maitreya, Shakyamuni, Arhats, Tsongkhapa y Kwan-yin con mil manos y once caras. Las antiguas y delicadas escrituras del 'Gangyur de Tripitaka' también conocida como 'Kangyur' (fechada en 1410) con 105 volúmenes (el original con 108 volúmenes) escritas en tibetano son una posesión atesorada del monasterio. Se dice que Chengzhu, emperador de la dinastía Ming, presentó estas escrituras (impresas en bloques de madera con cubierta de oro grabado en laca roja y hecha en China) para Jamchen Chojey, constructor del monasterio.
La entrada al salón era a través de un pórtico construido con 10 columnas. Grandes Thangkas appliqué estaban suspendidas del techo en las paredes laterales. Un tragaluz en el centro proveía luz en el salón durante el día. La imagen del fundador del monasterio, Jamchen Choje Shakya Yeshe, fue deificada como la imagen central. Otras deidades instaladas eran de Maitreya (5 metros de altura) flanqueada por estatuas de dos leones, Dailai Lamas V, VII, y XII, Tsongkhapa (con sus discípulos favoritos), Chokyi Gyeltsen, Desi Sangye Gyatso y muchas más.
Las tres capillas internas, secuencialmente, son Jampa Lhakhang, Neten Lhakhang y Jigje Lhakhang. Una imagen de Maitreya de 6 metros de alto se deificaba en Kampa Lhakhang instalada por ocho Bodhisattvas, el atesorado Kagyur y defendida por Hayagriva y Acala en la entrada. Jigje Lhakhand alberga la imagen de Bhairava con su consorte y Shridevi junto con otras deidades protectoras.
En el segundo piso, había tres capillas: Zhelre Lhakhang donde Maitreya se podía ver en relieve con un pequeño Tsongkhapa en su corazón; Tu.je Chenpo Lhakhand que tenía un Avalokiteshvara con once caras (encontrada en Pawangka), Tara y seis Mahakala armados. El ídolo de Shakyamuni Duddha flanqueado por imágenes de Gelukpa Lamas fue colocado en Shakyamuni Lhakhang.
El tercero y cuarto piso eran usados como apartamentos privados por los Dalai Lamas y los preceptores del Salón de la Asamblea.

### Sera Me Tratsang
Sera Me Tratsang o Sera Me Zhakan es uno de los colegios más viejos construidos ahí. Se estableció en 1419 durante el reino de la dinastía Ming, inicialmente para educación básica o elemental de la religión budista. El colegio adoptó paso a paso el acercamiento de los estudios de las doctrinas budistas; una práctica particular del Gelukpa o la Secta Yellow Hat del budismo tibetano. El colegio se construyó sobre un área de 1,600 metros cuadrados con 30 unidades de vivienda. Sin embargo, en 1761, un rayo alcanzó el salón principal, el cual se reconstruyó en 1761. El salón, después de la reconstrucción, tenía 70 pilares (8 altos y 62 cortos), los cuales albergaban una galaxia de estatuas de gurus budistas con la principal deidad Shakyamuni Buddha hecha de cobre. Las otras Bodhisattvas que se deificaban junto con la deidad principal eran de Maitreya, Manjushri, Amatyas, Bhavishyaguru, Tsongkhapa (con sus estudiantes), el Dalái lama VII, Pawanga Rinpoche y varios maestros del pasado del colegio.
El colegio tenía cinco capillas con una plétora de estatuas y frescos, los cuales de oeste a este eran: Tawok Lhakhang con imágenes de Tawok, deidad protectora del este, el Je Rinpoche Lhakhang con imágenes de Tsongkhapa y Shakyamuni, el Neten Lhakhang con imágenes del Buda de los tres tiempos en compañía de dieciséis ancianos representados en sus cuevas en la montaña, volúmenes del texto sagrado Prajnaparamita; el Jowokhang con una gran imagen de un Buddha (reemplazando una imagen de Miwang Jowo Shakyamuni) en conjunto con ocho Bodhusattvas, y los porteros Hayagriva y Acala; y el Tsongkhapa Lhakhang, la última capilla a la derecha, con varias imágenes – Je Rinpoche, Atisha, Dromtonpa, Dalai Lamas I-III, Dalái lama V, Jamchen Shakya Yeshe, Gyeltsen Zangpo (primer maestro de Sera), Kunkhen Jangchub Penpa (fundador de Sera Me) y muchas más.

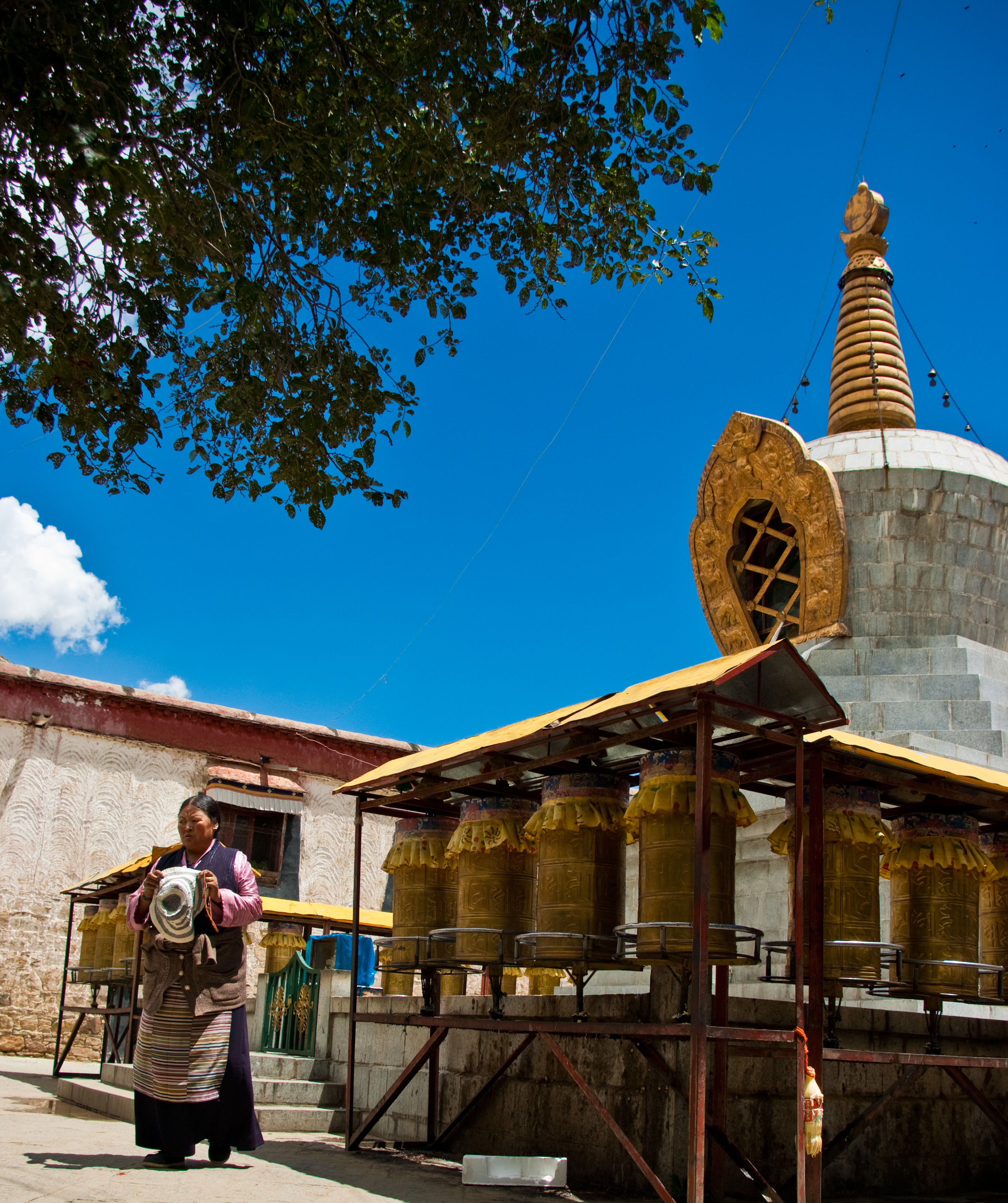
Monasterio Sera

El segundo piso del colegio tenía el Nyima Lhakhang donde la imagen del Shakhyamuni Buddha era deificado en conjunto con Tuwang Tsultrim, y el Khangyur Lhakhang con 1000 imágenes de Tara, las cuales reemplazaron textos sagrados que fueron destruidos durante la Revolución Cultural. El tercer piso estaba reservado para los Dalai Lamas.

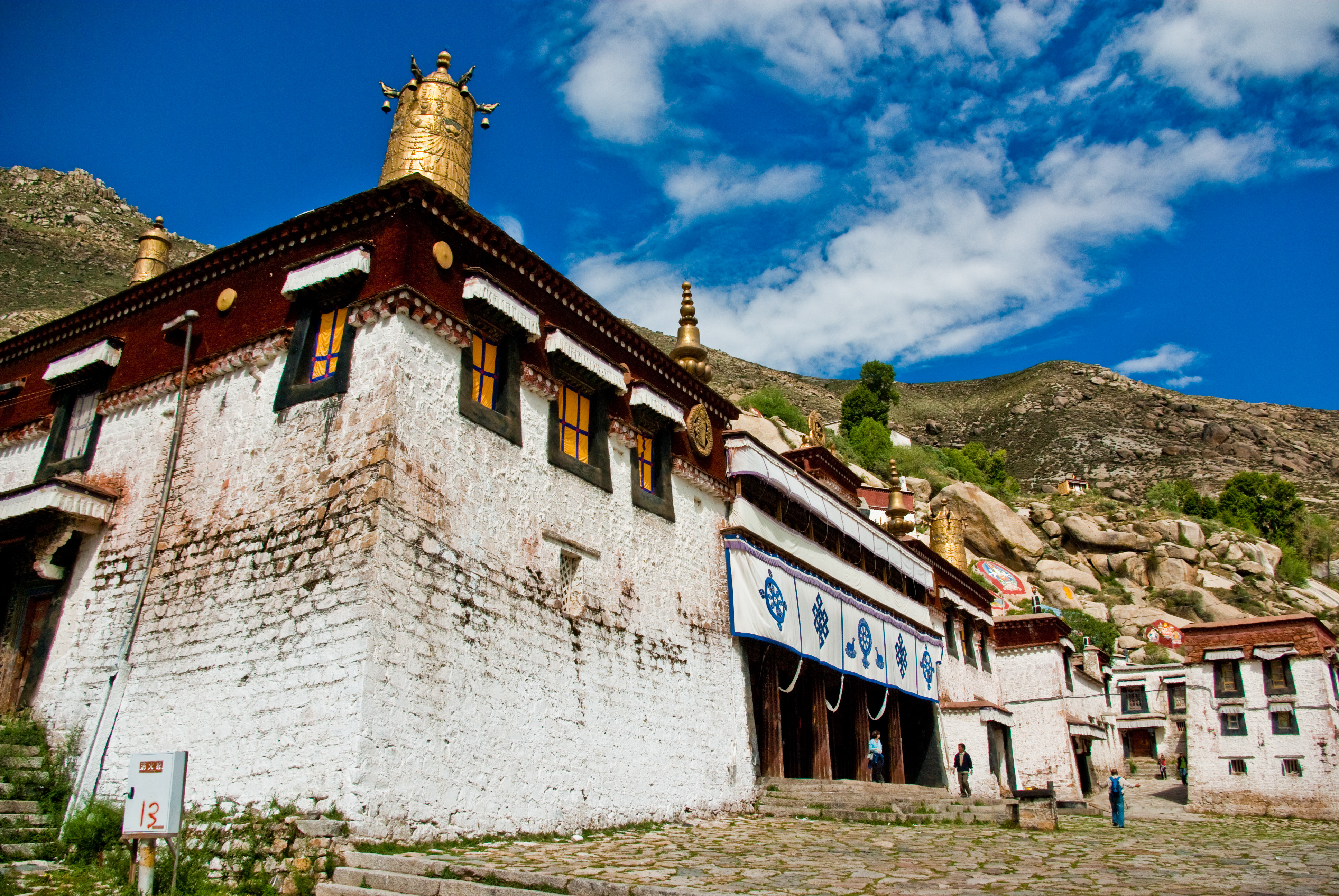
Monasterio Sera

### Colegio Sera Je
Sera Je Tretsang (Colegio) o Zhekong, el más grande colegio del complejo Sera, ocupando 17,000 metros cuadrados. Era inicialmente un edificio de tres plantas; un cuarto piso se añadió en el siglo XVIII al fortalecer el edificio con un total de 100 columnas. Tenía una estatua de Hayagriva (se decía que había sido esculpida por el mismo Lodro Rinchen en bronce dorado) también conocida popularmente como Avalokiteśvara, la cual es considerada la deidad protectora del monasterio. 
Esta colérica deidad era adorada como disipador de obstáculo con poderes curativos. Tokden Yonten Gonpo, adoraba a esta deidad primero y por mandato divino inició a su hijo Kunkhepa a seguir esta tradición. Kunkhepa, con la bendición del Lama Tsongkhapa, institucionalizó el nombre de Hayagriva o Tamdin Yangsang como la deidad protectora suprema del monasterio. El salón de la asamblea del colegio contenía frescos que representaban los logros de vida de Buddha, los tronos de los Dalai Lamas y Panchen Lamas; en la pared norte se podían observar stupas (relicarios) e imágenes del Dalái lama VIII y el Dalái lama XIII, Reting Telkus II y IX, y Lodro Rinchen (fundador de Sera).
Las Capillas, secuencialmente circumambuladas, son: el Dusum Sangye Lhakang, la cual albergaba estatuas de "Buddhas de los tres tiempos" y ocho Bodhistavas; el Tamdrin Lhakhang albergaba la imagen principal de Hayagriva; el Jhampa Lhakhang contenía imágenes de Maitreya, Mahakarunika con once caras, y Tsongkhapa con sus discípulos en medio de una biblioteca; el Tsongkhapa Lhakhang con imágenes de Tsongkhapa con sus mejores estudiantes, los principales Lamas de Sera Je, Nagarjuna y otros comentaristas budistas de la India, los porteros Havagriva y Acala; el Jampeyang Lhakhang al noreste tenía dos imágenes de Manjushri, uno en Dharmacakramudra (pose de enseñanza) mirando hacia el Patio de Debate.
El segundo piso del monasterio en el oeste llamado Zelre Lhakhang proveía una vista de la principal imagen de Hayagriva en el piso de abajo, y también una imagen pequeña de Hayagriva con nueve cabezas junto con imágenes de Padmasambhava, el 5° Dalái lama y el protector de deidades. Un piso arriba de esto estaba el Namgyel Lhakhang y en el último piso estaban los cuarteles de residencia de los Dalai Lamas y maestros de Sera Je.

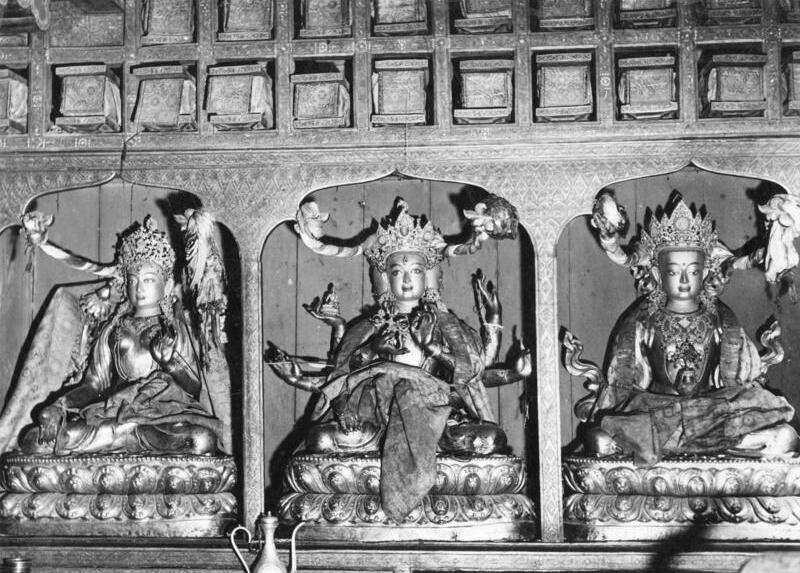
Imágenes de las deidades en la Capilla en Sera.

### Ngakpa Tratsang
El Ngakpa Tratsang, también deletreado Ngaba Zhacang, fue el más pequeño de los colegios que se construyeron en el complejo. Era un edificio de tres plantas originalmente construido en 1419 por Jetsun Kunkhen Lodroe Rinchen Senge. Fue restaurado en el siglo XVIII por Lhazang Khan. Devoto a los estudios tántricos, el colegio tenía un salón de asamblea con dos capillas en la planta baja. El salón de la asamblea fue construido con cuatro columnas altas y 42 cortas con capitales elegantemente esculpidas. La imagen principal en el centro del salón era de Jamchen Chojey (usando un sombrero negro), fundador del monasterio. Se creía que el emperador Yongle (1360-1424) presentó esta imagen a Sera. Otras imágenes colocada en el salón eran de Maitreya, Gyeltsen Zangpo (el primer maestro religioso de Sera), Pawangka Rinpoche, Tsongkhapa (con sus discípulos principales), el Dalái lama XIII, Chokyi Gyeltsen y Lodro Rinchen (fundador de Sera Je). Las dos capillas albergaban varias estatuas; en el capilla Neten Lhakhang la estatua de Shakyamuni Buddha junto con imágenes de 16 ancianos en series dobles (las superiores fabricadas con el estilo tibetano y las inferiores en laca china dada por el emperador chino); y la capilla Jigje Lhakhang albergaba la imagen de Bhairava del siglo XV junto con las de Mahakala, Dharmaraja, Shridevi y muchas otras. Mientras que el tercer piso era residencia del Dalái lama, el segundo piso tenía imágenes de Amitayus y también ocho 'Buddhas Medicinales' y relicarios (estupas) de Gyeltsen Zangpo y Jetsun Cokyi Gyeltsen. Sin embargo, de acuerdo a reportes, este colegio fue destruido y todos los monjes residentes murieron en el bombardeo a manos de China en 1959.

### Homdong Khangtsang
Homdong Khangtsang, también deletreado 'Kamcuns' en el lenguaje tibetano, son las principales viviendas que albergaban a los monjes del monasterio; hay treinta tres Kamcuns alrededor del patio principal. El tamaño de los Kamcuns variaba dependiendo de la fuerza de monjes que albergaban. Los monjes de la misma aldea vivían juntos; sin embargo, a cada monje se le daba una celda separada. Cada Kamcun tenía una sala de rezo para el estudio exclusivo de la doctrina budista y también una casa de té anexada. Sin embargo, el salón principal de la asamblea tenía imágenes menores de Tsongkhapa, Choyi Gyeltsen, Shakhyamuni Buddha, las Tres Deidades de la Longevidad, y otras dos capillas internas – el Jampakhang con la imagen 'parlante' de Tara (protector de los manantiales en Sera) y el Lama Tubten Kunga (quien renovó Sera Me) y la capilla Gonkhang con la imagen de la deidad protectora Gyelchen Karma Trinle.

#### Choding Khang
Choding Khang es una ermita ubicada justa detrás del Gran Salón de la Asamblea (en la pendiente de la colina de Sera Utse). Ahí fue donde Je Tsongkhapa meditaba. Se accede a la ermita a través de un camino donde esculturas coloreadas de roca de Tsongkhapa, Jamchen y Dharma Raja (el protector) se pueden ver flanqueando el camino escalonado a lo largo de la ruta. Un nuevo edificio fue construido en lugar de la vieja ermita, la cual fue destruida durante la revolución. Debajo de la ermita está el Colegio Superior Tántrico (Gyuto) y el Colegio Inferior Tántrico (Gyu-me) de Lhasa. Más arriba l colina lleva a unas cuevas donde Tsongkhapa meditaba.

## Ermitas y conventos
El Monasterio Sera que se desarrolló a través de los siglos en un renombrado lugar de aprendizaje, el cual entrenaba cientos de escolares que obtenían nombre y fama en las naciones budistas, tiene bajo su afiliación 19 ermitas, incluyendo cuatro conventos, los cuales están ubicados al pie de las colinas encima de Lhasa. Los conventos establecidos son el Convento Chupzang, el Convento Garu, el Convento Negodong y el Convento Nenang. Algunas de la monjas de algunos de los conventos mantuvieron protestas en contra del dominio chino, y como resultado sufrieron encarnación y humillaciones. Algunos detalles de las ermitas y conventos son:

### Ermitas

#### Ermita Pabongkha
La Ermita Pabonka (pha bong kha ri khrod), la más grande e importante de las ermitas está localizada a 8 kilómetros del noroeste de Lhasa en el Valle Nyang bran sobre la pendiente del Monte Parasol. 
El sitio, el cual tiene más de 1,300 años, se remonta a Songtsän Gampo, el fundador del Imperio Tibetano, y estaba entre los primeros edificios construidos en el área Lhasa cerca de él durante el siglo VII después del asentamiento. A pesar de que originalmente el sitio de este castillo o fuerte, los Anales Tibetanos han revelado que Pabonka fue convertido en un monasterio posiblemente bajo el reinado del segundo gran rey budista del Tíbet, Trisong Detsen. Detsen, junto con Guru Rinpoche y los primeros siete monjes del nuevo Imperio Tibetano,  solían meditar en la ermita y se convirtió en uno de los primeros monasterios budistas del Tíbet, posiblemente incluso antes de Jokhang. El monasterio original de nueve plantas fue parcialmente destruido por el rey Langdharma en 841 antes de nuestra época durante su campaña para destruir el budismo monástico; fue reconstruido en el siglo XI como una estructura de dos plantas que albergaba 200 monjes.
Je Tsongkhapa (1357-1419) vivió en el sitio como ermitaño. Eventualmente se convirtió en una institución escolar. El quinto Dalái lama fue conocido por tenerle cariño al monasterio y financió la construcción de un piso superior para Pabonka.
Antes de 1959, Pabonka era independiente del Monasterio Sera, y a partir de 1960 hasta mediados de 1980 estaba controlado por los chinos. Después pasó al control de Sera,, cuyos monjes lo renovaron y han continuado con sus tradiciones. 

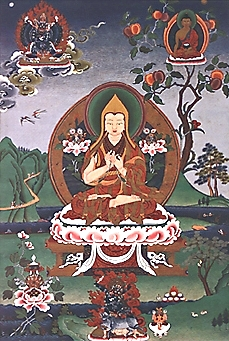
Je Tsongkhapa, quien vivió por algún tiempo como ermitaño en Pabonka

Este templo es reconocido por sus múltiples santuarios, y el mantra dorado y azul tallado en el pasillo, inscrito con las palabras: "Saludo a la joya en el loto".  Un número de reliquias de piedra fueron enterradas durante la Revolución Cultural pero cuando los monjes Sera restauraron la ermita, excavaron las reliquias y restauraron a la mayoría de ellas. El santuario principal, fecha en los años 1300 a Gampo, está ubicada en el templo y representa Chenresig, Jampelyang y Chana Dorje, los llamados "la trinidad Rigsum Gompo" por la que el templo toma su nombre. Encima de la colina de la ermita, pasando un grupo de chortens, está la cueva Palden Lhamo, conocida por haber sido una cámara de meditación de para el mismo Songstan Gampo y contiene estatuas del él, sus dos esposas y una escultura de roca de Palden Lhamo, la protectora.
La ermita tiene su propia tradición de rituales con ciclos mensuales y anuales. El más importante de los rituales anuales (al menos para el laicado) son los rituales de ayuno Avalokiteśvara de seis días (tres series de dos días) que tienen lugar durante las celebraciones del Nuevo Año Tibetano (Losar), los rituales de ayuno Avalokiteśvara de dieciséis días (ocho series de dos días) que tienen lugar durante el cuarto mes tibetano (atraen a la gente de Lhasa y otros distritos de alrededor), y un ritual y otros eventos tienen lugar durante la peregrinación "Sexto-mes, Cuarto-día".

#### Ermita Drakri
Drakri Hermitage (brag ri ri khrod), también conocida como Ermita Bari (sba ri ri khrod) se encuentra a alrededor de tres kilómetros al norte y ligeramente al este del centro de Lhasa. Drakri, quien se creía había sido fundado por el abad de Pha bong kj en el siglo XVIII, fue usado como un refugio de meditación por Klong rdol bla ma ngag dbang blo bzang (1719-1794), uno de los más renombrados escolares de la Casa Regional Lhopa  (Lho pa khang tshan) del Colegio Jé (Grwa tshang byes). La Ermita Drakri tenía control sobre el Convento Garu desde el principio de su historia y supervisaba el entrenamiento de las monjas Garu hasta 1959. En 1959, los monjes de la ermita fueron desalojados y la ermita se convirtió en la notoria Prisión Drapchi, la cual ganó su reputación por ser una de las más severas instituciones penales manejadas por los chinos en el Tíbet.
En 1980, un ciudadano de Lhasa re-estableció  el monasterio bajo la secta Nyingma para recordar a su madre médica fallecida. Después de recibir permiso de parte del gobierno municipal de Lhasa, comenzó a renovar el sitio, aunque un antiguo oficial del estado de Bari Lama, quien había estado anteriormente controlado por el monasterio objetó por la transformación en un centro de práctica Nyigma. Hoy en día, la ermita, aun parcialmente destruida, consiste de cinco secciones principales; un complejo principal alrededor de un patio central con un templo, cocina, y algunos de los cuarteles de residencia de los monjes, un extenso complejo de terrazas al sur del templo principal, el cual antes de 1959 servía como cuartos de reunión y los cuarteles de residencia de los trabajadores y administradores del estado Drakri Lama, un edificio que ha servido como las residencias de los ocho monjes ordenados, quienes formaban el núcleo ritual de la comunidad monástica, un establo para mdzo, un híbrido de yak y vaca, y varias cabañas. El templo principal contiene estatuas del Guru Rinpoche, varias deidades tántricas y un modelo tridimensional del palacio celestial del Guru Rinpoche, la Gloriosa Montaña Cobriza (Zangs mdog dpal ri). Hoy hay cuatro monjes tántricos viviendo en el complejo principal y dos monjas viviendo en cabañas al sureste.

#### Ermita Jokpo
Las ruinas de la Ermita Jokpo (jog po ri khrod) están ubicadas en el extremo oeste del Valle de Nyang Bran. La antigua propiedad del Estado Jokpo Lama antes de la invasión china en 1959, originalmente servía como un retiro de meditación de un monje llamado 'Jog po rin po che' del Colegio Sera Mé. El monje era un gran meditador y de acuerdo a la tradición, después de que muriera, su cuerpo permaneció en estado de perpetua meditación y fue mantenido dentro del templo de la Casa Regional Zhungpa donde los monjes reportaron que su cabello y uñas continuaron creciendo aún después de su muerte.
Antes de la invasión china, su cuerpo fue enterrado y se deterioró. Cuando la casa regional (khang tshan) se reconstruyó en 1980, sus huesos fueron exhumados. Estos están hoy en día colocados dentro del altar en forma de una estatua de arcilla en el templo de la casa regional.

#### Ermita Keutsang

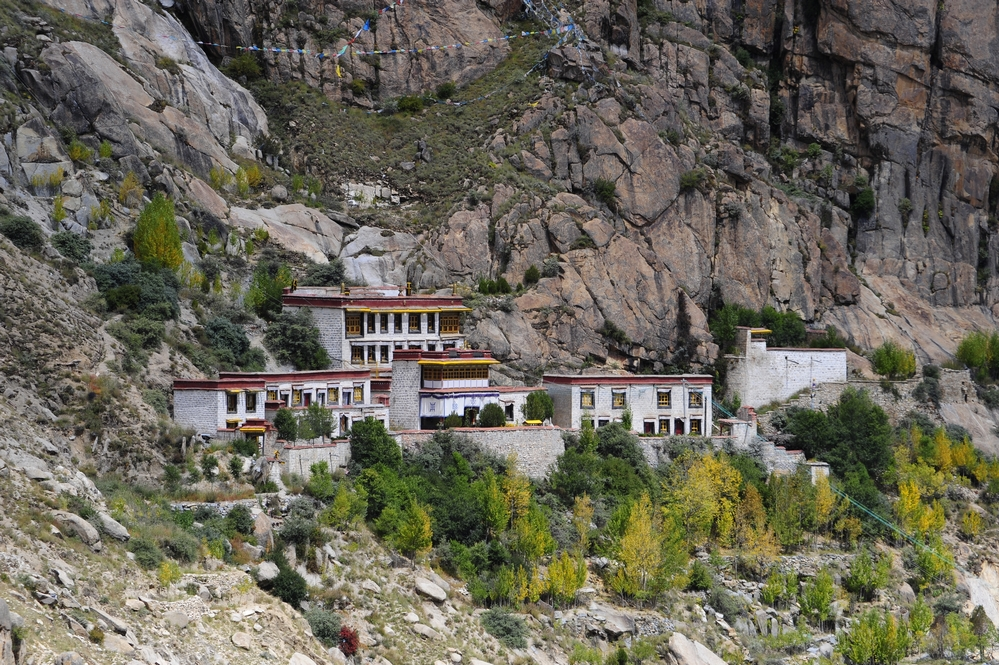
Ermita Keutsang

La Ermita Keutsang (Ke’u tshang ri khrod) era una ermita en una cueva habitada por el gran guru tibetano Tsongkhapa. Sin embargo la cueva original colapsó en un deslizamiento de tierra. Lo que está presente hoy fue reconstruido y juntado con las ruinas de la Ermita Oeste Keutsang en una ubicación más segura. Como existe ahora, Keutsang está localizada en el este de Sera sobre la falda de una colina arriba del cementerio principal de Lhasa. La Ermita Rakhadrak está localizada debajo de esta ermita, dentro de un rango cercano. Esta ermita también es parte del Circuito Circunvalante de la Montaña Sera (se ra'i ri 'khor) que los peregrinos han recorren durante las celebraciones del "Sexto-Mes, Cuarto-Día" (drug pa tshe bzhi). La Ermita ha tenido buenas relaciones con Sera a través de su historia, tanto que todo monje oficial de la ermita adquiría instantáneamente el estatus de monje de la Casa Regional de Hamdong (Har gdong khang tshan) del Colegio Jé. El monasterio también observa todas las prácticas de rituales.
Algunos aspectos especiales del complejo del templo son: la creencia de que Maitreya (Byamspa) asegura el renacimiento para todos aquellos cuyos restos sean llevados al cementerio debajo de Keutsang y también se cree que rayos de luz son intercambiados entre la imagen de Maitreya ahí y la Capilla de Maitreya en el extremo norte de Barskor en Lhasa.
Durante la revolución cultural en 1959, la actual y quinta encarnación de Keutsang (Keutshang sku phreng inga pa) fue encarcelada por un tiempo y después buscó asilo en India en 1980.
La ermita fue destruida durante la revolución cultural. La reconstrucción comenzó gracias a un antiguo monje de la ermita en 1991 y fue completada en 1992. La ermita reconstruida alberga ahora 25 monjes.

#### Ermita Keutsang Este

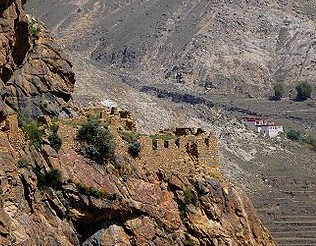
Ruinas de los 16 Arhats de Keutsang

La Ermita Keutsang Este (ke’u tshang shar ri khrod) es una pequeña ermita que existe ahora en las ruinas entre Keutsang Oeste (Ke'u tshang nub) ahora parte de la Ermita Keutsang y la Ermita Purchok. Su localización está el norte de Lhasa. Antes de 1959, la ermita pertenecía a la Ermita Purchok. Consistía en un salón de asamblea y los cuarteles de los monjes. Era famosa por la imagen divina de Avalokiteśvara, quien bendecía a los muertos enterrados en el cementerio ahí. Había diez monjes residentes. Sin embargo, hoy en día no hay planes de reconstruir la ermita debido a la falta de fondos.

#### Ermita Keutsang Oeste
La Ermita Keutsang Oeste está también en ruinas y hoy en día la Ermita Keutsang se ha construido a un lado de sus ruinas.

#### Ermita Khardo
La Ermita Khardo (Mkhar rdo ri khrod) es una ermita histórica en el Valle Dodé, al noreste de Lhasa y del Monasterio Sera, la cual está nombrada en honor a la deidad local (gnas bdag) conocida como Mkhar rdo srong btsan. Su entorno es un osario ideal para realizar rituales tántricos. La ermita, conocida como la "estancia de los santos", está rodeada de montañas por tres lados, los cuales tienen asignados nombres divinos como lo es 'Montaña del Alma de los Buddhas de las Cinco Familias (Rgyal ba’i rigs lnga bla ri)' para un grupo de colinas detrás del monasterio, 'Montaña del Alma de Cakrasamvara (Bde mchog bla ri) donde instrumentos de mano y ornamentos de hueso de la deidad se encontraron, y el 'Pico de la Deidad del Nacimiento (Khrungs ba’i lha ri or ’Khrungs’ fro)' para la colina del lado izquierdo de la ermita. Una cueva ahí es conocida por el nombre de 'Cueva de los Ofrecimientos (Brag mchod sa)', (una copia de las sagradas Escrituras (Bja'gyur) se dice fue encontrada ahí). Varias leyendas locales se narran respecto a la historia al hallazgo de la ermita a manos de Bzod pa rgya mtsho, quien vivió en la cueva bajo la dirección de una deidad local. Fue establecida en 1706. La ermita, ahora en ruinas, fue construida originalmente en tres niveles (uno arriba del otro): el nivel inferior era la ermita o el recinto principal, el nivel medio era conocido como la Residencia Superior (Gzims khang gong ma) y el nivel superior era el Templo de los Dieciséis Arhats (Gnas bcu lha khang). El séptimo Dalái lama, quien era un estudiante, apoyó totalmente a Bzod pa rgya mtsho para construir el primer templo (Templo de los Dieciséis Arhats) y también una residencia para su estancia durante sus visitas a la ermita, la cual se llegó a conocer como la 'Residencia Superior'. La reverencia del Dalái lama por este guru era tan profunda que cuando Bzod pa rgya mtsho murió, realizó los últimos ritos por él y mandó instalar una stūpa funeraria y una estatua. También localizó a la encarnación Lama del guru en 'Phan po' cerca de Lhasa. El segundo Bzod pa rgya mtsho también tuvo una excelente relación con el octavo Dalái lama, Jampel Gyatso (Da lai bla ma sku phreng brgyad pa ’jam dpal rgya mtsho). Esta fuerte relación resultó en la construcción de dos monasterios más como monasterios satélite.

#### Ermita Panglung
La Ermita Panglung (spangs lung ri khrod) está ubicada en el valle al noreste y cuesta abajo de Phur Icog. Panglung yace completamente en ruinas aunque alguna vez fue un gran templo y un oráculo Rdo rje shugs Idan; un individuo que entraba en un trance para hacer pronósticos al ser poseído por un Dios. Se intentó renovar a Panglung en 1990 pero hubo oposición de parte de la población local porque el sitio había sido asociado con una deidad protectora controversial, por lo que la renovación fue prevenida.

#### Ermita Purbuchok

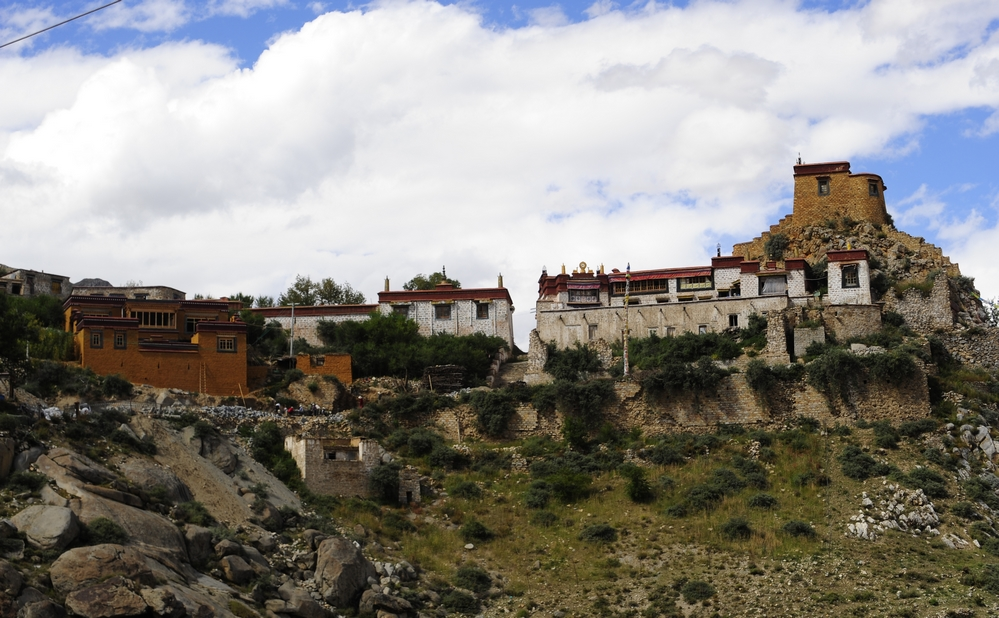
Ermita Purbuchok

La Ermita Purbuchok (Phur bu icog ri khrod)  está situada en el suburbio de Lhasa llamado Dog bde  en las montañas del norte en la esquina noreste del Valle Lhasa. Es la última ermita en ser visitada en el circuito de peregrinaje del "Sexto-Mes, Cuarto-Día" (drug pa tshe bzhi). Casi totalmente rehabilitada, es considerada una ermita bastante atractiva. Las colinas alrededor del monasterio han recibido etiquetas de los tres protectores del paraíso divino, los cuales son Avalokiteśvara, Mañjuśrī and Vajrapāni. También es identificada con las seis sílabas del mantra divino (sngags)  "Om Mani Padme Hum".
La historia de la ermita puede ser rastreada al siglo IX cuando Padmasambhava (Padma 'byung gnas) meditaba ahí. La cueva principal donde él hacía su penitencia es conocida como la 'Caverna de Docung Chongzhi (Rdo cung cong zhi'i phug pa)'. A través de los siglos, el monasterio ha visto varios actores principales de la orden tibetana monástica jugando un rol en su construcción. Ese es el caso de Zhang 'gro ba'i mgon po gvu brag pa (1123-1993), la santa Ma cig lab sgron, Sgrub khang dge legs rgya mtsho's (1641-1713), Ngawang Jampa (Phur lcog sku phreng dang po ngag dbang byams pa, 1682-1762) y Pan chen blo bzang ye shes (1663-1737). Miembros de la familia real como la reina Tsering Trashi (Rgyal mo tshe ring bkra shis)  y el rey tibetano Pho Iha nas (1689-1747) también brindaron apoyo a las actividades de la ermita. Sin embargo, la fase más significativa del desarrollo ocurrió durante la vida de la tercera encarnación Purchok, Lozang Tültrim Jampa Gyatso (Phur lcog sky phreng gsum pa blo bzang khrims byams pa rgya mtsho), quien fue el maestro del 13° y 14° Dalái lama.
Sin embargo, la Revolución Cultural de 1959 causó la total destrucción de la ermita. Desde 1984, con aprobación del gobierno local, la fase de la reconstrucción ha comenzado y la ermita está siendo restaurada substancialmente a su gloria pasada.

#### Ermita Rakhadrak
La Ermita Rakhadrak (Ra kha brag ri khrod)  es una ermita histórica perteneciente al Monasterio Sera. Está localizada el noreste de Sera y al norte de Lhasa. La madre del quinto Dalái lama (Da lai bla ma sku phreng Inga a) fue la benefactora de la ermita. Bajo su patrocinio, el complejo del templo superior se construyó como un monasterio formal. La ermita fue destruida durante la revolución cultural en 1959. En 1980, Sera tomó control del complejo de la ermita. Sin embargo, la actividad para su reconstrucción ha sido esporádica y los rituales monásticos no se llevan a cabo.

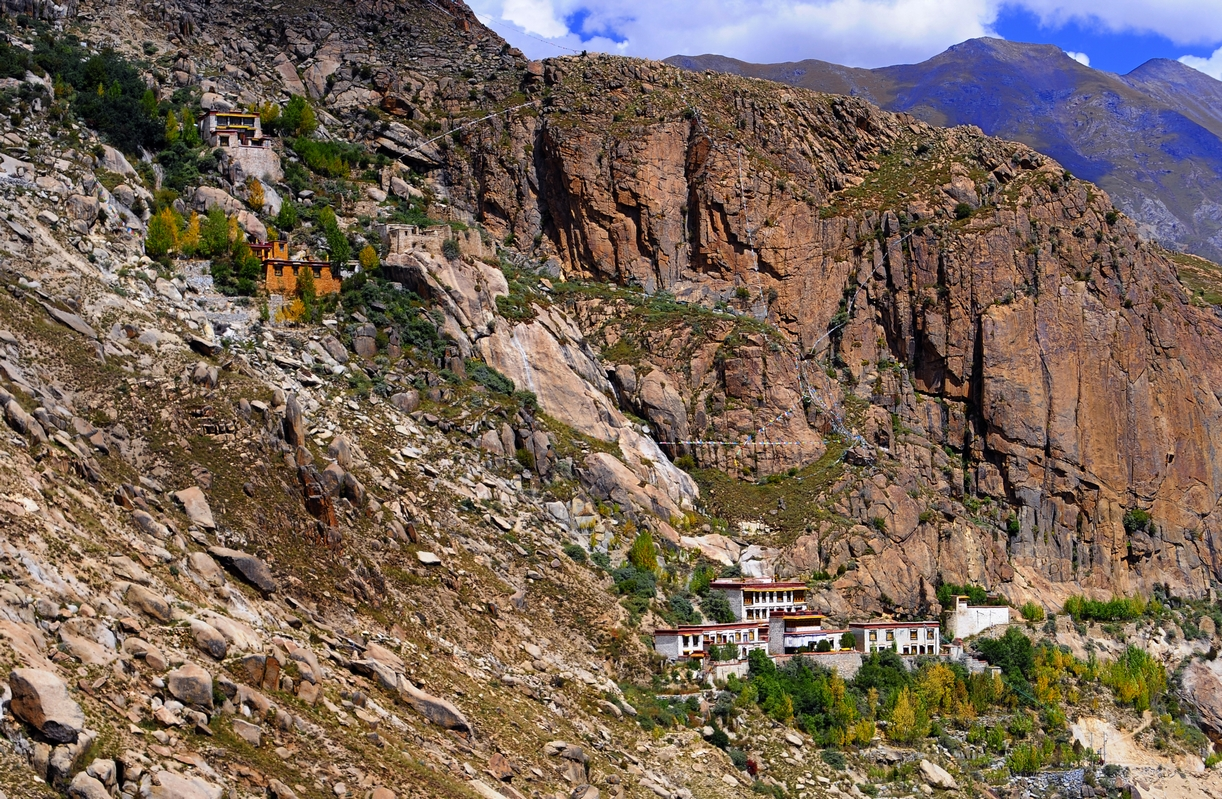
Ermita Rakhadrak

#### Ermita Sera Chöding
La Ermita Sera Chöding (Se ra chos sdings ri khrod) era un colegio tántrico (rgyud smad grwa tshang) antes de la Revolución Cultural en 1959. Ubicada cerca de Sera y de cara al sur, tiene una casa de retiro construida en un principio para el Tsongkhapa. Lo interesante de esta casa es que un 'espíritu' local (gzhi bdag) solía visitar al Tsongkhapa a través de una estrecha ventana en la casa. La imagen del mural de Tsongkhapa se puede ver ahí en una pared, la cual está acreditada con poderes especiales al ser una "imagen que habla" o conocida como la estatua parlante (gsung byon ma). Era la ermita favorita del Tsongkhapa y donde pasaba un tiempo substancial. Ahí compuso su magnánima obra "El Gran Comentario sobre Prajñāmūla (Rtsa shes Dīk chen)". Él también enseñó ahí. Es muy conocida de igual manera como la ermita donde Tsongkhapa cedió sus enseñanzas tántricas a Rje shes rab seng ge (1383-1445), el fundador de los colegios tántricos.

#### Ermita Sera Gönpasar
Laa Ermita Sera Gönpasar (se ra dgon pa gsar ri khrod) se deriva del nombre tibetano dgon a gsar, el cual significa "nuevo monasterio". Hoy yace completamente en ruinas pero la ermita pertenecía al 'blas mas' de la línea de encarnación Dgon pas gsar y fue establecida como una ermita Dge lugs por la primera encarnación Gönpasar, Ngawang Döndrup. La ermita era manejada por trece monjes completamente ordenados antes de su destrucción en 1959. Algunos cimientos y fragmentos de paredes aún quedan de pie, incluyendo algunas notables esculturas de roca y una stupa grande.

#### Ermita Sera Utsé
La Ermita Sera Utsé (se ra dbu rtse ri khrod), o "Pico Sera", está localizado sobre la montaña directamente detrás del
Monasterio Sera, el cual está a cinco kilómetros al norte de Jkhang, a alrededor de una hora y media a pie del complejo principal de Sera. Es, supuestamente, mucho más antiguo que Sera Gompa. De acuerdo a la tradición, el sitió contenía una de las cabañas de meditación de Tsongkhapa (1357-1419) y Sgrub khang dge legs rgya mtsho (1641-1713) tenía la reputación de meditar ahí a finales del siglo diecisiete o principios del siglo dieciocho. Él era un meditador distinguida que trajo su conocimiento tradicional filosófico a Sera Utsé y atrajo a muchos estudiante, entre ellos se incluye a Phur icog ngag dbang byams pa (1682-1762) y Mkhar rdo bzod pa rgya mtsho (1672-1749).
Históricamente el monasterio tenía un tamaño sustancial pero después de la destrucción a manos de los chinos en 1959, se redujo drásticamente y solo una sección se reconstruyó.  Sera Utsé tiene una capilla de dos niveles y los cuarteles de los monjes con una magnífica vista de la ciudad de Lhasa. Hay un santuario protector para Pehar y Shridevi.  Un pequeño salón de asamblea aún permanece de pie, el cual se creía contenía una estatua grande de metal de Vajrabhairava (Rdo rje ’jigs byed), una gran estatua de Yamāntaka Ekavīra, estatuas de Buddha y los dieciséis Arhats, una estatua parlante de Tārā (Sgrol ma), grandes imágenes de Tsongkhapa y sus dos discípulos, y estatuas del bla mas de la línea de la encarnación de Drupkhang (Sgrub khang sprul sku). Hoy en día, el salón está habitado por tres monjes pero no se usa como un centro de culto.
La residencia de bla ma, la cual está habitada por Sgrub khang bla, también existe y consiste de dos habitaciones con una sala central de espera entre ellas. También hay cabañas de meditaciones Sgrub khang pa, una pequeña capilla de una deidad protectora, un recinto Dharma (chos rwa), una cocina arruinada y varias cabañas pequeñas, las cuales se usan ahora principalmente para almacenar.

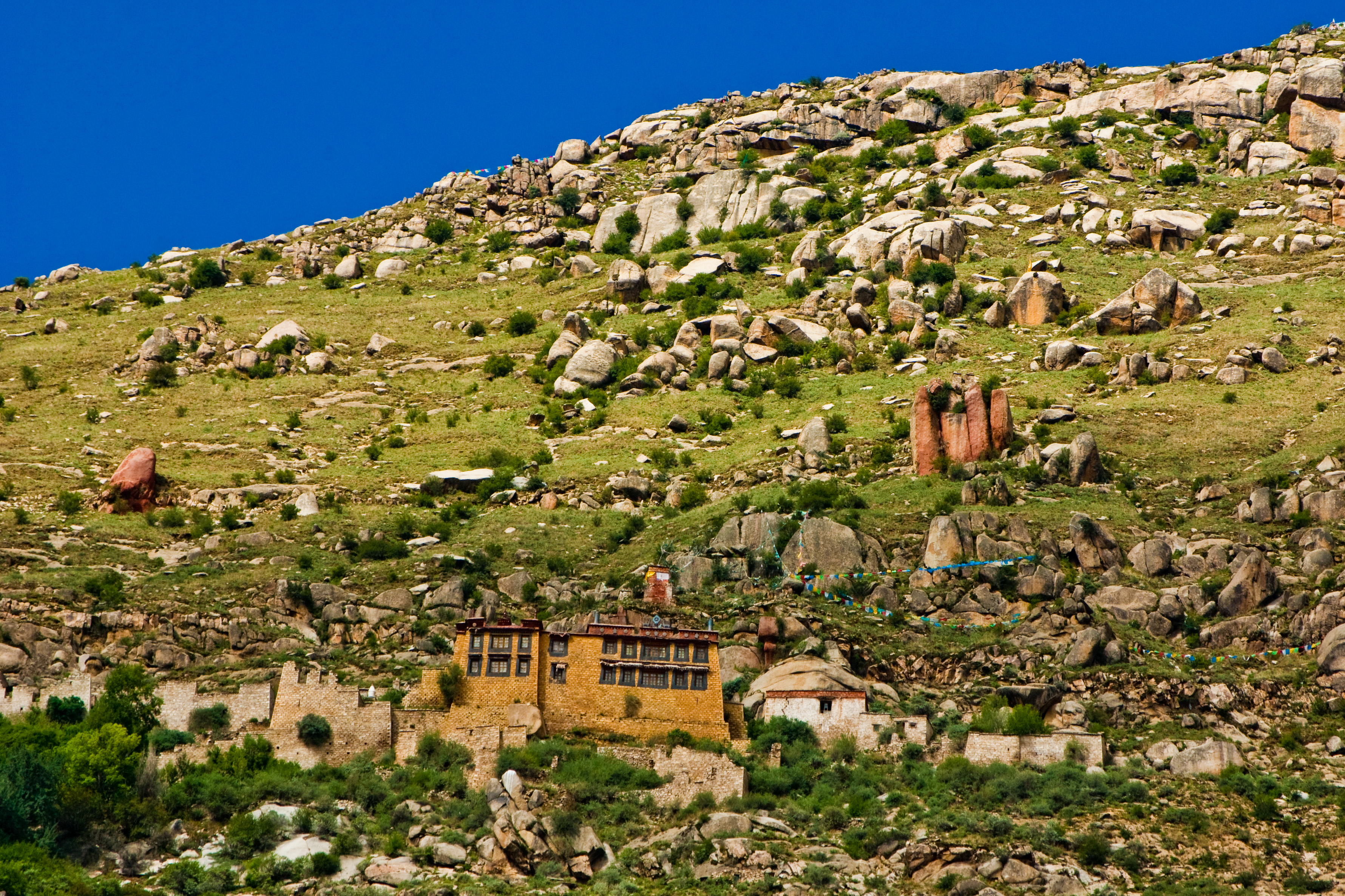
Sera Utsé Hermitage

#### Ermita Takten
La Ermita Takten (Rtags bstan ri khrod) está situada al este de la Ermita Trashi Chöling y al noreste de Sera. De acuerdo a la leyenda, Dg lugs pa bla ma, Pha bong kha bde chen snying po (1878–1941) en una visita a esta área para hallar un sitio para su ermita, vio un cuervo que habló con él. Él interpretó esto como una 'señal revelada' para construir su ermita ahí. La ermita consiste en su mayoría de cuevas con fascia en la entrada a estas. Pertenece al estado de Pabongkha Lama (Pha bong kha bla brang). Hoy en día, Dge lugs pa nuns, quien llevó a cabo los trabajos de restauración de la ermita, vive ahí.

#### Ermita Trashi Chöling
La Ermita Trashi Chöling (Bkra shis chos gling ri khrod) que significa "El Lugar del Dharma Auspicioso" está ubicada a 3 kilómetros de Sera sobre las colinas al noroeste de Sera. La ermita, la cual está de cara al sur, es parte de la peregrinación "Circuito Circumvalante de la Montaña Sera (se ra ri ’khor)". La ermita, la cual fue sustancialmente destruida durante la Revolución Cultural, se reconstruyó durante los años 90s. La ermita es ahora parte del estado Pabongkha Lama, la presente encarnación (después de su reciente regreso al Tíbet), y está declarada como una institución funcional autónoma con un vasallaje mínimo a Sera.

### Conventos

#### Convento Chupzang

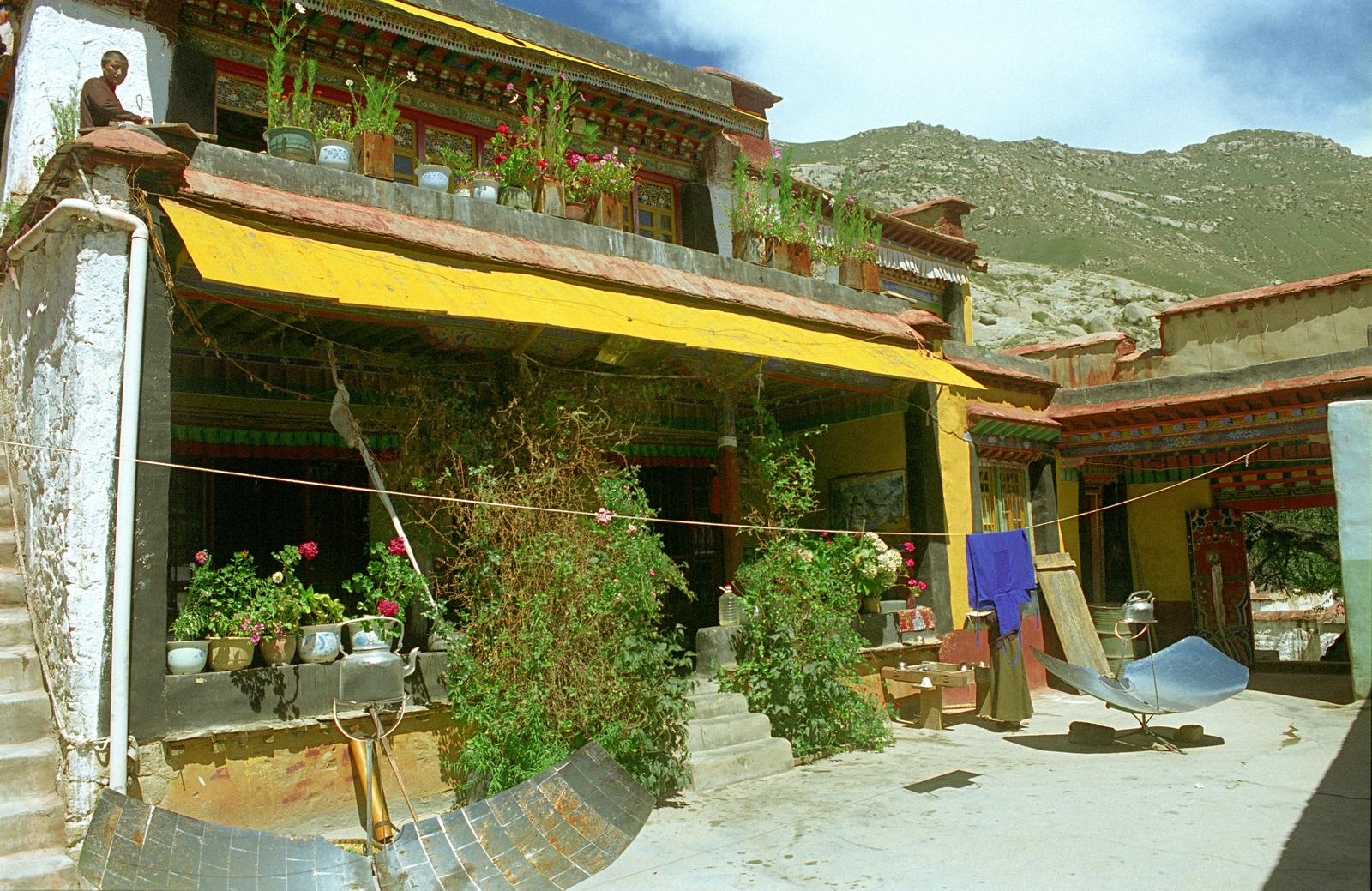
Convento Chubzang

Se cree que la ermita fue fundada por Phrin las rgya mtsho (d.1667), quien fue el regente del Tíbet de 1665 hasta su muerte. Él también fue estudiante del Quinto Dalái lama y pidió su permiso para construir la ermita para un rango de seis a dieciséis monjes en las faldas de la colinas arriba de su nativo Nyangbran e invitó al Quinto Dalái lama a realizar una "investigación del sitio" (sa brtag) para determinar la localización más auspiciosa en donde se podría construir el monasterio. El Dalái lama hizo el descubrimiento del tesoro (gter) de la imagen de roca auto-surgida de Buddha qu está todavía ubicada en la parte inferior de Chupzang. Sin embargo, la ermita inicial cayó en la ruina. La inversión inicial del monasterio está acreditada al sobrino de Phrin las rgya mtsho, Sde srid sangs rgyas rgya mtsho, alrededor del año de 1696.
la ermita pertenecía a Chubzang ye shes rgya mtsho por un tiempo, quien construyó un templo de cuatro pilares con una capilla en la parte posterior y un pórtico en el sitio. Más tarde fue posesión de Byan chub chos 'phel (1756-1838) y Khri byang sku phreng gsum pa blo bzang yeshes, quien fue el tutor del 14° Dalái lama.
En 1921, Pha bong kha bde chen snying po (1878–1941) se quedó en Chubzang y publicó sus enseñanzas a través de su más famoso trabajo Liberación en Nuestras Manos (Rnam grol lagbcangs).
En 1959, el sitio comenzó a ser usado como un retiro religioso de la comunidad por los ancianos Lhasans, quien construyeron pequeñas cabañas en donde podían vivir los últimos años de sus vidas realizando intensivas prácticas budistas. Las monjas comenzaron a renovar el lugar en 1980 y fundaron el convento actual, como se ve hoy, en 1984. Desde entonces ha crecido hasta convertirse en uno de los más grandes conventos en el Valle de Lhasa. Sin embargo, siendo bastante inusual, las casas son propiedades individuales de las monjas, pero el convento tiene un cuerpo administrativo y un sitio para reunión comunal.

#### Convento Garu
El Convento Garu está localizado al norte de Lhasa. El convento tiene una antigua historia que se puede rastreas hasta el siglo XI cuando Pha dam pa sangs rgyas, el preceptor budista, visitó la locación. Él no solo nombró el lugar "Garu" pero también ordenó que debía ser una convento y no un monasterio para monjes, basándose en los eventos proféticos que ocurrieron durante su visita al lugar. La fama del convento en los años recientes es gracias al papel que algunas de la monjas han jugado al organizar demostraciones de silencio en contra del dominio chino buscando la libertad del Tíbet. Muchas de las monjas protestantes fueron arrestadas, encarceladas, tratadas brutalmente y puestas en libertad después de una prolongada detención.

#### Convento Negodong
El Convento Negodong, una ermita histórica, está localizada en el suburbio Dog bde de Lhasa, al noreste de Sera (y también de Lhasa). Se cree que originalmente fue un retiro de los escolares budistas del Colegio Sera Jé (Grwa tshang byes) de la Casa Regional Gomdé (Sgom sde khang tshan), Nam mkha’ rgyal mtshan). Fue inicialmente fundada como un monasterio con diecisiete monjes pero más tarde asignado, en 1930, para uso exclusivo de un convento para proveer seguridad personal a las monjas, quienes en ese entonces habitaban en un convento remoto en Gnas nang (en un valle remoto al este) lejos de la presente ubicación del Convento Nedong Gnas sgo gdong (a alrededor de una hora a pie de distancia). Los monjes fueron movidos a Gnas nang (el hogar original de las monjas).

#### Convento Nenang
El Convento Nenang (Gnas nang dgon pa) está localizado al este del Convento Negodong (Gnas sgo gdong dgon pa) en la prefectura de Lhasa. Está asociado con Padmasambhava, quien se dice meditaba en dos cuevas cercanas en el siglo IX. La fundación de la ermita como un convento está acreditado a un monja (interpretada como Dakini) por el nombre Jetsün (o Khachö) Dröldor Wangmo (Rje btsun nam mkha’ spyod sgrol rdor dbang mo).Funcionaba como un convento durante su tiempo y también durante la siguiente generación pero sufrió un decline poco después. Fue entonces que se puso bajo la jurisdicción de la Ermita Khardo.

## Debates
Los debates entre los monjes de doctrinas budistas son una parte integral para el proceso de aprendizaje en los colegios del complejo del Monasterio Sera. Esto facilita la mejor comprensión de la filosofía budista para obtener niveles más altos de estudio. Esta ejemplar tradición de debate suplementada con gestos se dice es exclusiva de este monasterio, entre varios monasterios en Lhasa. Muchos visitantes asisten como testigos de estos debates que se llevan a cabo de acuerdo a un programa todos los días en un 'Patio de Debate' del monasterio.

### Procedimientos y reglas

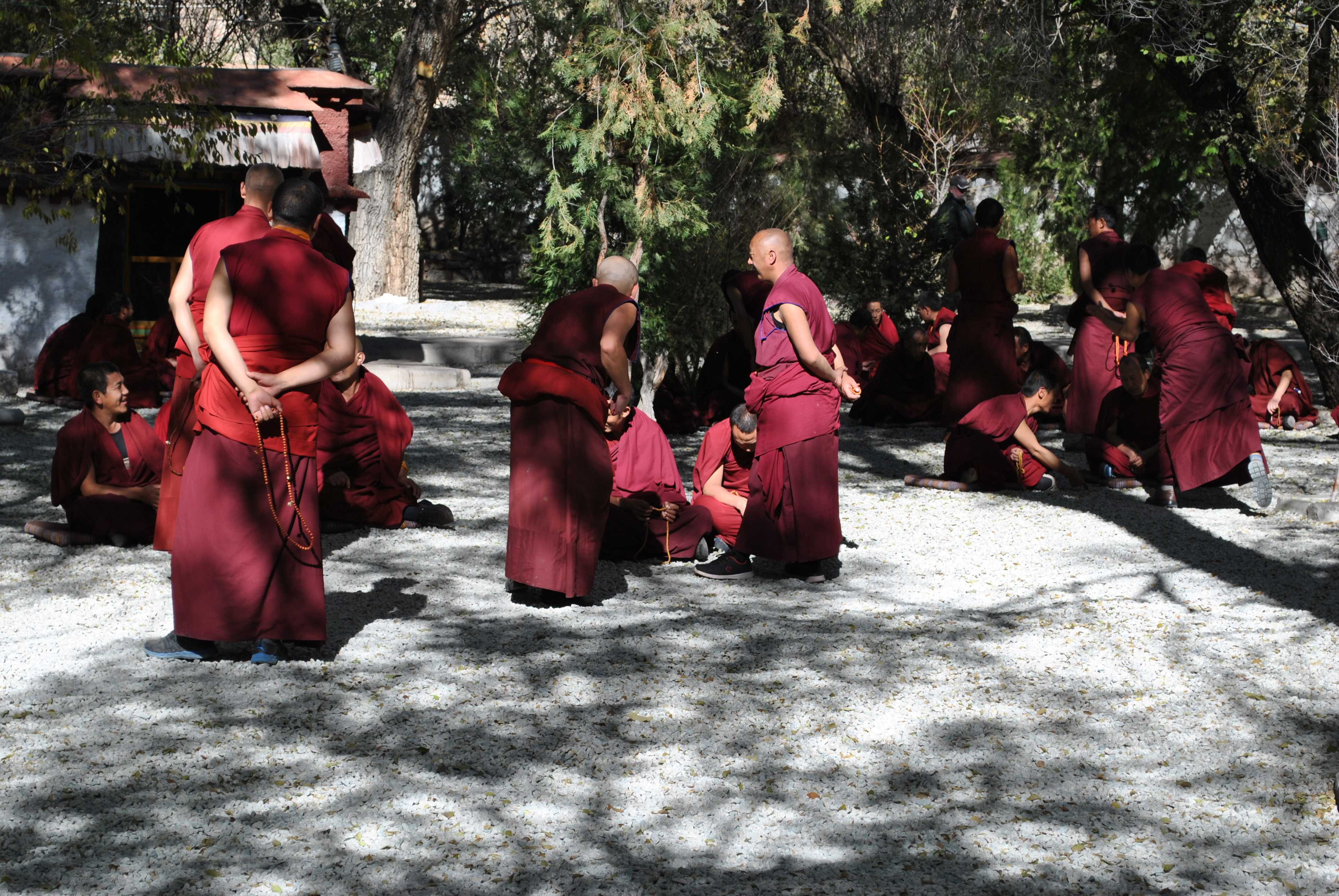
Monjes debatiendo, Monasterio Sera en el Tíbet, 2013

El debate entre los monjes se desarrolla en presencia de sus maestros, con una serie de reglas de procedimientos bien definidas por el defensor y los interrogadores. La tradición de estos debates se puede rastrear hasta la antigua práctica Hindú Ortodoxa en la India. Esta práctica penetró en la práctica budista ortodoxa en el Tíbet en el siglo VIII. Los debates usualmente se llevan a cabo en los precintos de los monasterios. El defensor tiene el deber de probar su punto de vista en el tema propuesto para el debate. El debate se abre con la invocación a Manjushri recitada en un tono alto y agudo. Los roles del orador y el interrogador están bien definidos; el interrogador tiene que presentar su caso (todo con temas relacionados al budismo) y el defensor tiene que responder dentro de un rango de tiempo determinado. La conclusión del debate es con respuestas específicas como: "Yo acepto, la razón no está establecida (ta madrup) o no hay difusión (Kyappa majung)". La mayoría de las veces las preguntas se hacen con la intención de engañar al defensor. Si el defensor no responde dentro del rango de tiempo, se puede observar una expresión de irrisión. En las sesiones de debate tibetano, no hay rol de testigo y normalmente no hay un juez. Esto lleva a  "opiniones conflictivas de los participantes y oyentes ". Cuando hay una contradicción directa en la parte del defensor, el resultado se decide formalmente.

### Gestos físicos
Los debates se acentúan con gestos vigorosos, los cuales avivan el ambiente de la ocasión. Cada gesto tiene un significado. El orador presenta su caso de manera sutil, vestido con el atuendo formal de los monjes. Algunos de los gestos (que se dice que tienen un valor simbólico), que se hacen durante los debates generalmente de manera sutil son: aplaudir después de cada pregunta; mantener la mano derecha y estirar la izquierda hacia delante y golpear la palma izquierda con la palma derecha; aplaudir ruidosamente para hacer hincapié al poder y decisión de los argumentos del lector demostrado la seguridad en sí mismo; en caso de una respuesta incorrecta presentada por el defensor, el oponente gesticula tres círculos con su mano alrededor de la cabeza del defensor seguido de un grito fuerte para incomodar al defensor; el error del oponente es demostrado al envolver su túnica superior alrededor de su cintura; fuertes aplausos e intenso intercambio verbal es común; y el acercamiento es para atrapar al defensor en una línea de argumento incorrecta. Cada vez que una nueva pregunta se hace, el maestro golpea su palma izquierda, la cual está extendida, con su palma derecha. Cuando una pregunta se contesta correctamente, se reconoce por el maestro al llevar su mano derecha hacia su palma izquierda. Cuando el defensor gana el debate, hace un cuestionamiento alegórico al responsable de la pregunta preguntándole sobre su conocimiento básico como budista.

### Programa
La tradición de conducir debates en la tradición Gelukpa se estableció en muchos monasterios de la secta Gelukpa, principalmente el Monasterio Ganden, el Monasterio Sera, el Monasterio Drepung y el JIC, no solo en el Tíbet pre-moderno sino también en otros monasterios similares establecidos en el exilio como lo es Sera en la India. En cada locación en el Tíbet, los debates se llevan a cabo de acuerdo a ocho programas al año dependiendo de los rituales y festivales observados durante el año completo. Cada sesión diaria se lleva a cabo entre ocho descansos cuando estudiantes debaten las cuestiones de las escrituras budistas y temas relacionados. En el Monasterio Sera, el debate alternado con rituales tiene un programa diario (con alteraciones para ajustarse a la estación climática) del debate de la mañana (7 a. m. a 10 a. m.), el debate de mediodía (11 a. m. a 1 p. m.), el debate de la tarde (2 p. m. a 4 p. m.) y el debate de la noche (8:30 p. m. a 9:30 p. m.).

## Festivales
El monasterio es anfitrión de un impresionante festival popularmente conocido como 'Festival Sera Bengqin', al cual atienden monjes y devotos, El festival se lleva a cabo en algún punto de febrero de acuerdo al calendario gregoriano correspondiente a una fecha especificada por el por el monasterio de acuerdo al calendario tibetano. En el día del festival, un Dorje Pestle es llevado al Palacio Potala. El Dalái lama ofrece sus rezos a Buddha para otorgar fuerza y bendice la maja. Después la maja se pone en las cabezas de los monjes y sus discípulos por el Khenpo (presidente) de Ngaba Zhacang.
Otro festival popular presenciado por los visitantes y locales es el Festival Sho Dun llevado a cabo en el mes de agosto según el calendario gregoriano. El festival representa el despliegue de Buddha simbólico, donde la adoración del Buddha es una parte esencial.

## Alumnos notables
Graduados del Colegio Sera Jey que son conocidos en el Oeste son: 
- Geshe Ngawang Tsondu, Wisdom of The Staten Island, Centro Dharma, The Mediation Factory, y Casa del Tíbet, Nueva York.[47]
- Geshe Lhundub Sopa, professoror emeritus en la Universidad de Wisconsin, Madison.[48]
- Geshe Rabten, un distinguido monje que dirigió el Centro Budista Tharpa Chloing en Mont Pelerin, Suiza.[49]
- Lama Thubten Yeshe, fundador de  Foundation for the Preservation of the Mahayana Tradition (FPTM).[cita requerida]
- Lama Thubten Zopa Rinpoche, un estudiante del Lama Yeshe y actual director de FPMT.[50]
- Pabongkhapa Déchen Nyingpo — Autor de Liberación en la Palma de tus Manos -  un reverenciado Lama que vivió a finales del siglo diecinueve y principios del siglo veinte y fue el Guía Espiritual de Trijang Rinpoche, el Guía Espiritual del 14° Dalái lama.[51]
- Sermey Khensur Rinpoche Geshe Lobsang Tharchin— antiguo abad de la Universidad Sera Mey en Bylakuppe.[52]
- Geshe Tenzin Zopa, encargado de Geshe Lama Konchog, y objetivo del documental filmado en el 2008, Unmistaken Child.[cita requerida]

## Galería

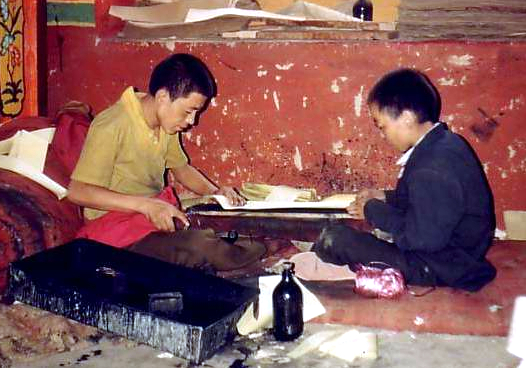
Jóvenes monjes imprimiendo escrituras. Monasterio Sera, 1993.
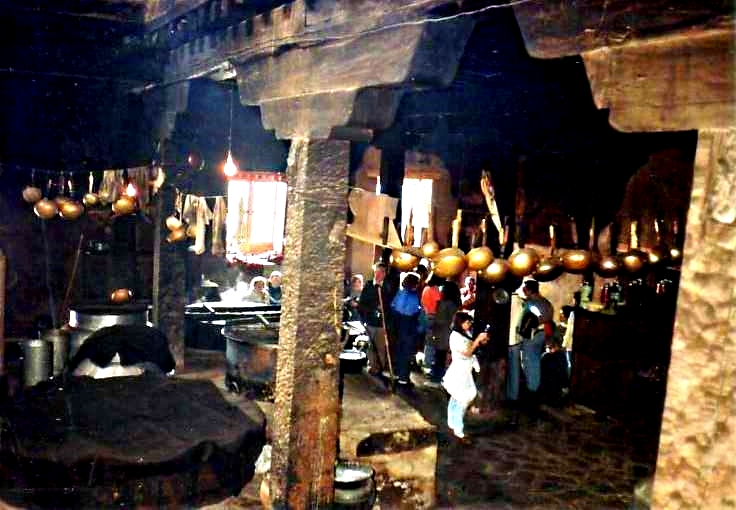
Cocina en el Monasterio Sera, 1993.
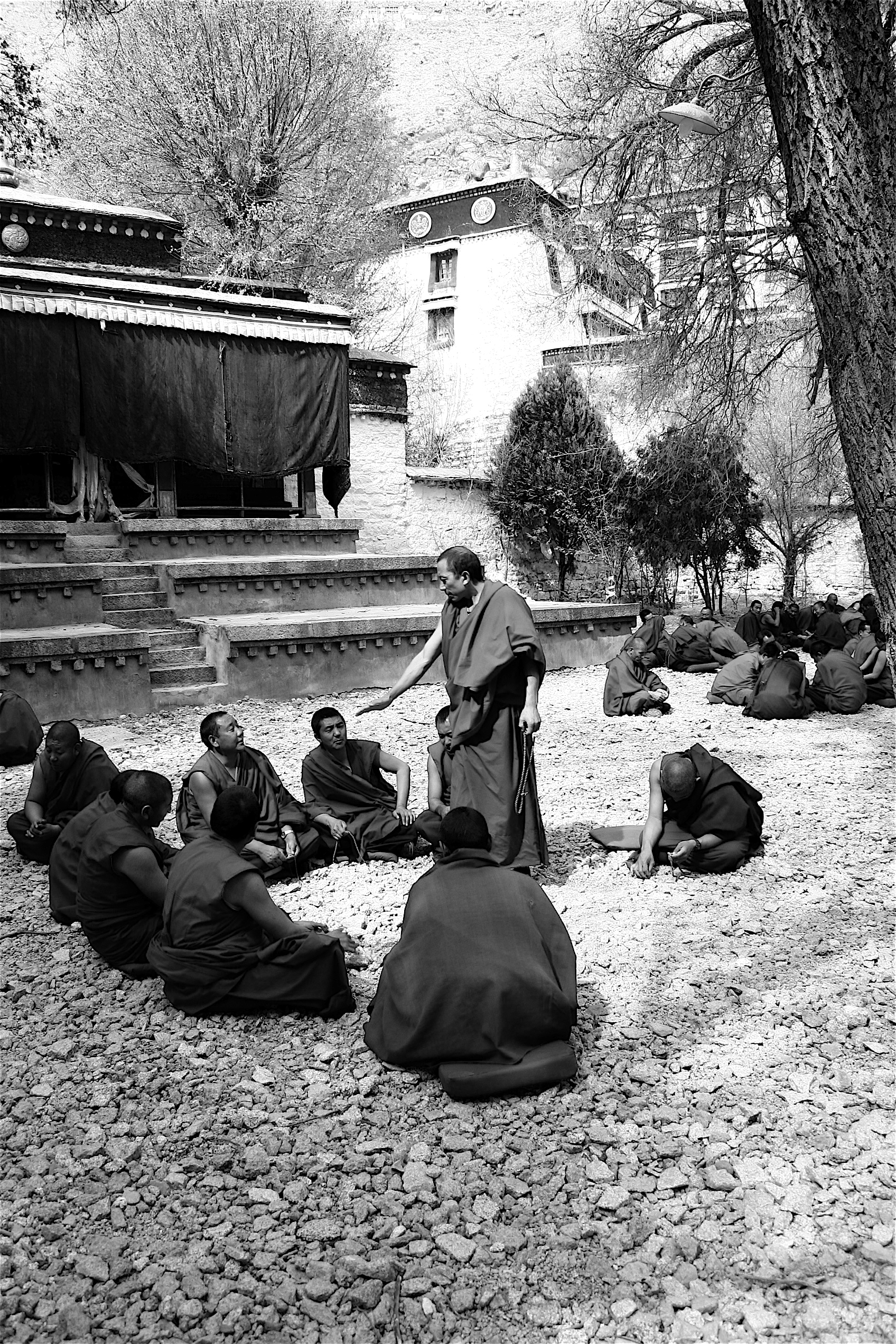
Monjes en una intensa sesión de debate.
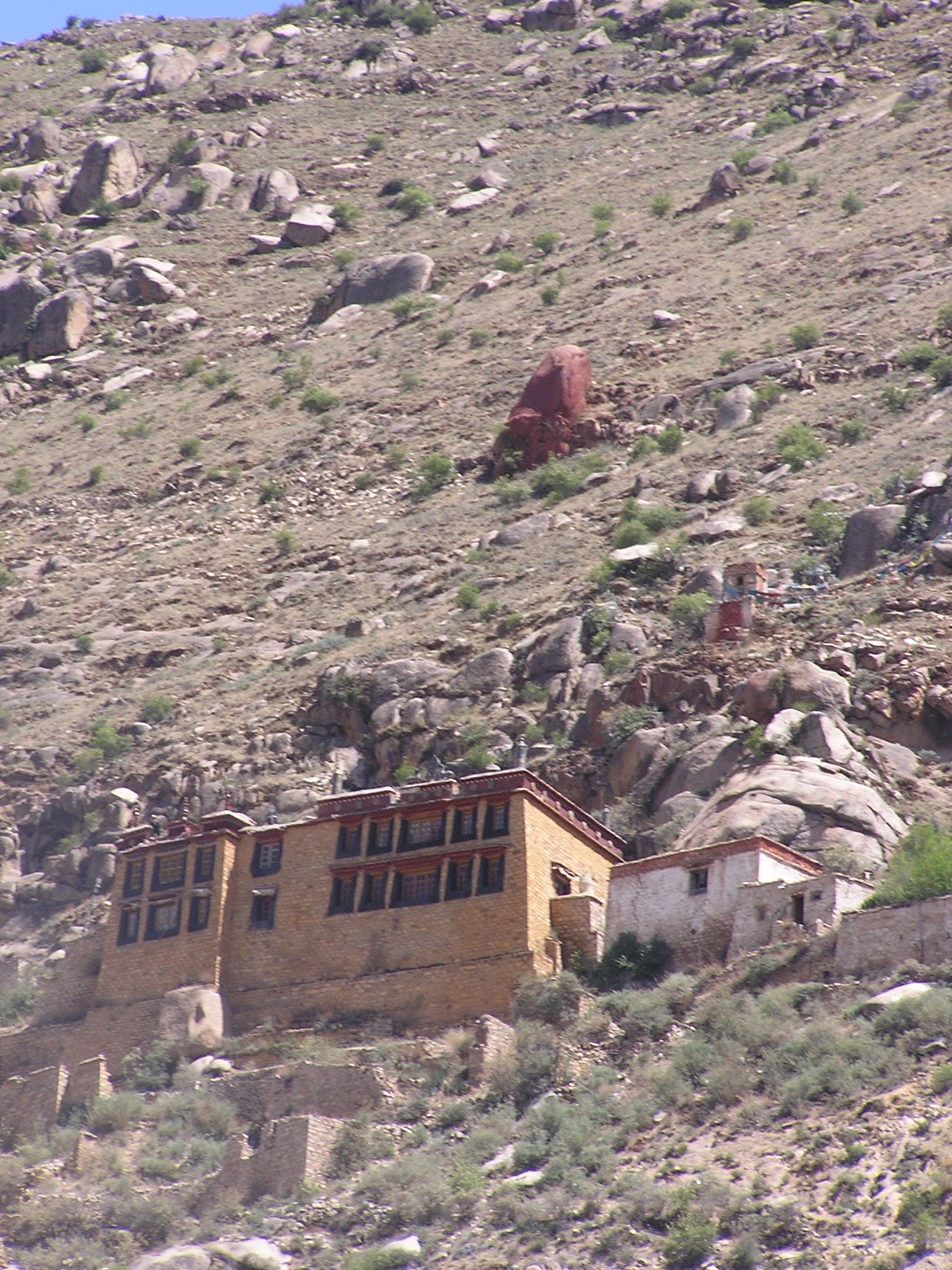
Ermita Sera Utsé
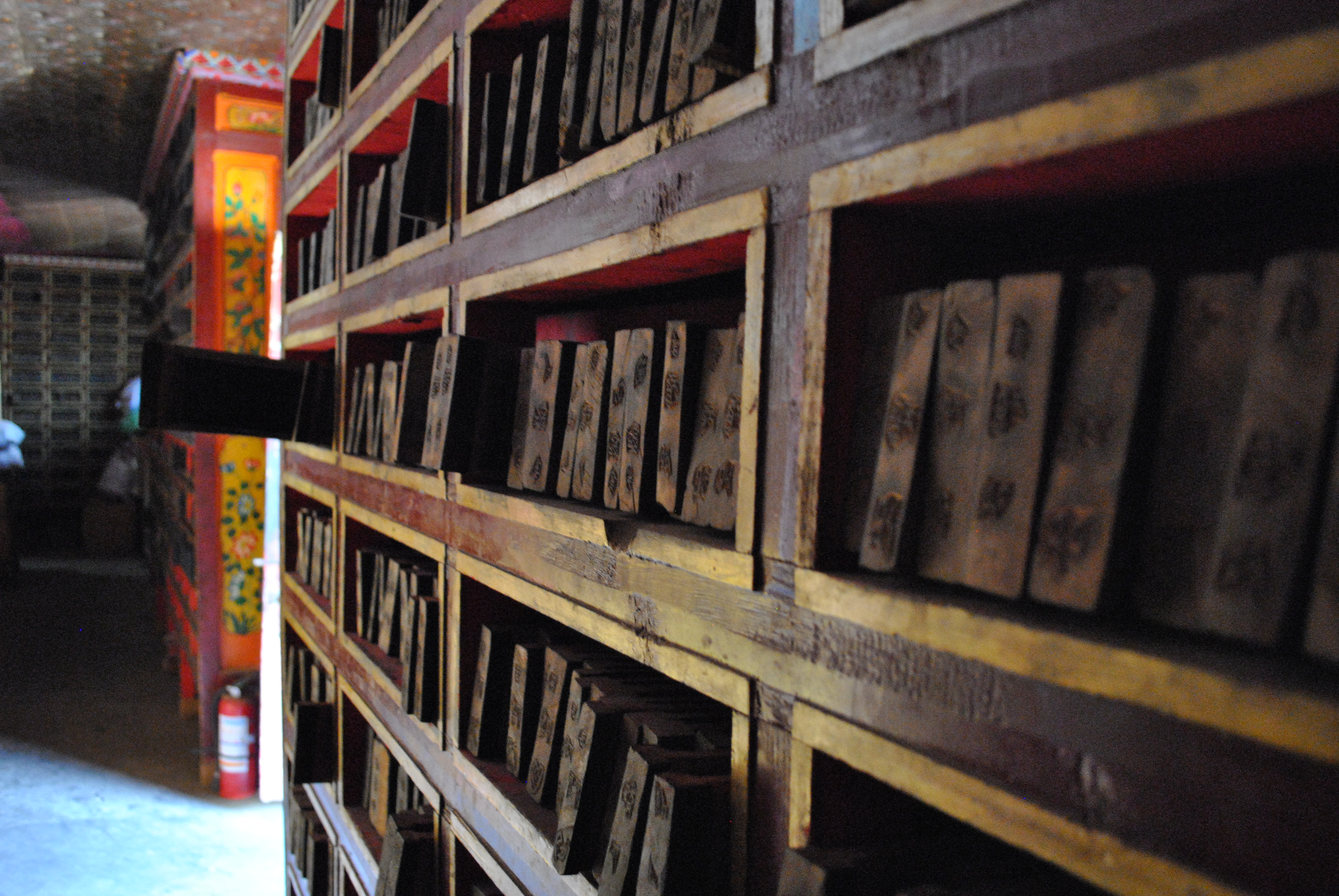
Bloques de madera para imprimir, Monasterio Sera en el Tíbet, 2013.